# Pegaso (sång)
"Pegaso" är en sång framförd av Aurela Gaçe. Låten är skriven av Denada Bare och komponerad av Gazmend Mullahi. Med låten deltog Gaçe i Festivali i Këngës år 1993 då hon debuterade i tävlingen. Vid tävlingen, som hölls i december 1993 i Pallati i Kongreseve, stod dirigenten Alfred Kaçinari för orkestreringen.